# ちづる (映画)
『ちづる』は、2011年に公開された日本のドキュメンタリー映画。監督した赤﨑正和が、自閉症の妹と母親の日常を1年にわたって撮影し、立教大学現代心理学部映像身体学科の卒業制作とした作品であるが、劇場公開され、さらに全国でロードショーがおこなわれた。

## 制作の経緯
監督した赤﨑正和は、横浜市生まれ。彼の妹・千鶴は自閉症で、知的障害ももっている。制作の5年前には父が交通事故で他界し、家族は母・久美と兄妹の3人であった。
立教大学現代心理学部映像身体学科3年に在学中だった2009年秋、赤﨑は、卒業制作の指導にあたる特任教授で映画監督の池谷薫と卒業制作について相談をし、妹をテーマとした作品の制作を勧められた。当初はためらったものの、制作を決意した赤﨑は、家族の姿を撮影し始め、千鶴がはしゃぐ無邪気な様子や家族とのけんかなど、30時間ほどの映像が撮影された。作品には、母・久美が撮影した映像も盛り込まれ、赤﨑が編集にあたった。
なお、よこはま発達クリニックの院長で、当時福島大学教授であった内山登紀夫が作品を監修している。
作品の題字は、千鶴自身が書いたものである。

## 上映
指導した池谷の高い評価もあり、赤﨑の後輩たちが上映委員会を組織し、劇場公開が進められることとなった。監督した赤﨑は、当初、家族の姿を不特定多数の観客にさらすことには抵抗感もあったという。
「妹は意外とカワイイかも」とコピーがつけられた『ちづる』は、2011年10月29日から、ポレポレ東中野と横浜ニューテアトルで劇場公開された。
『ちづる』は、公開直後の「ぴあ」による映画満足度ランキングで、三谷幸喜監督の『ステキな金縛り』や、アニメ『映画 スイートプリキュア♪』を抑え、１位をとった。

## その後
監督した赤﨑は、大学卒業後、知的障害者支援施設で働くようになった。